# Moon Landing
Moon Landing —literalmente en español: Aterrizaje lunar— es el cuarto álbum de estudio del cantante británico James Blunt, publicado por Atlantic Records el 18 de octubre de 2013.
«Bonfire Heart» se publicó como primer sencillo del álbum. Logró ser un suceso comercial en países como Austria, Alemania, Australia Italia, Nueva Zelanda, Suiza e Inglaterra, y obteniendo certificaciones discográficas en los últimos cinco. En febrero de 2014 se publicó como segundo sencillo «Heart to Heart».
El álbum recibió críticas mixtas por parte de los críticos musicales.

## Lista de canciones
| Standard edition |                  |                                     |                   |          |  |
| N.º              | Título           | Escritor(es)                        | Producer(s)       | Duración |  |
| 1.               | «Face the Sun»   | James Blunt, Steve Robson           | Tom Rothrock      | 4:03     |  |
| 2.               | «Satellites»     | Blunt, Claude Kelly, Steve Mac      | Tom Rothrock      | 3:12     |  |
| 3.               | «Bonfire Heart»  | Blunt, Ryan Tedder                  | Tedder            | 3:58     |  |
| 4.               | «Heart to Heart» | Blunt, Daniel Parker, Daniel Omelio | Terefe, Robopop   | 3:29     |  |
| 5.               | «Miss América»   | Blunt, Wayne Hector, Mac            | Tom Rothrock      | 3:07     |  |
| 6.               | «The Only One»   | Blunt, Mac                          | Tom Rothrock      | 3:41     |  |
| 7.               | «Sun on Sunday»  | Blunt, Kelly, Mac                   | Tom Rothrock      | 3:18     |  |
| 8.               | «Bones»          | Blunt, Hector, Mac                  | Tom Rothrock, Mac | 2:53     |  |
| 9.               | «Always Hate Me» | Blunt, Ammar Malik                  | Tom Rothrock      | 3:37     |  |
| 10.              | «Postcards»      | Blunt, Mac                          | Terefe            | 4:46     |  |
| 11.              | «Blue on Blue»   | Blunt, Steve McEwan                 | Terefe            | 3:53     |  |

## Certificaciones
| Territorio    | Organismo certificador | Certificación | Ventas certificadas | Simbolización | Ref.   |
| ------------- | ---------------------- | ------------- | ------------------- | ------------- | ------ |
| Alemania      | BVMI                   | Platino       | 200 000             | ▲             | [ 10 ] |
| Australia     | ARIA                   | Platino       | 70 000              | ▲             | [ 11 ] |
| Austria       | IFPI - Austria         | Oro           | 7 500               | ▲             | [ 12 ] |
| Canadá        | CRIA                   | Oro           | 40 000              | ●             | [ 13 ] |
| Francia       | SNEP                   | Platino       | 100 000             | ▲             | [ 14 ] |
| Hungría       | Mahasz                 | Platino       | 6 000               | ▲             | [ 15 ] |
| Inglaterra    | BPI                    | Platino       | 300 000             | ▲             | [ 6 ]  |
| Italia        | FIMI                   | Oro           | 25 000              | ●             | [ 16 ] |
| Nueva Zelanda | Recorded Music NZ      | Oro           | 7 500               | ●             | [ 17 ] |
| Suiza         | IFPI - Suiza           | Platino       | 30 000              | ▲             | [ 5 ]  |